# Nine
Nine (v anglickém originále Nine) je americko-italský filmový muzikál z roku 2009. Režisérem filmu je Rob Marshall. Hlavní role ve filmu ztvárnili Daniel Day-Lewis, Marion Cotillard, Penélope Cruz, Nicole Kidman a Judi Dench.

## Ocenění
Film byl nominován na 4 Oscary (nejlepší herečka ve vedlejší roli, nejlepší kostýmy, nejlepší hudba a nejlepší výprava). Nominován byl také na 5 Zlatých globů, 1 cenu BAFTA a 2 ceny SAG Award. Získal také dalších 8 ocenění a 48 nominací.

## Obsazení
| Daniel Day-Lewis | Guido Contini         |
| Marion Cotillard | Luisa Acari Contini   |
| Penélope Cruz    | Carla Albanese        |
| Nicole Kidman    | Claudia Jenssen       |
| Judi Dench       | Liliane La Fleur      |
| Kate Hudson      | Stephanie Necrophorus |
| Sophia Loren     | Mamma Contini         |
| Fergie           | Saraghina             |
| John Terry       | Marvin                |